# Paul van Loon
Paulus Stephanus Elisabeth Lambertus Maria van Loon, més conegut com a Paul van Loon, (Geleen, 17 d'abril del 1955) és un escriptor neerlandès de literatura infantil i juvenil. La majoria de la seva obra està consagrada a un estil molt personal en el qual combina el terror amb grans dosis d'humor.
Està casat i té una filla.

## Premis
El 23 de febrer del 2008 fou condecorat amb l'Orde d'Orange-Nassau dels Països Baixos per la seva contribució a la cultura. Ha publicat més de cent llibres al seu país natal i gaudeix de gran reconeixement popular.
El juny del 2009 obtingué per desena vegada el premi del Jurat Infantil dels Països Baixos.

## Llibres
- 1983 Boven op tante Agaat (Zwijsen)
- 1985 Gevaarlijke tijden voor katten (Zwijsen)
- 1985 Ik ben het beu! zegt Sammy (Sjaloom)
- 1985 De laatste vogel (Zwijsen / 2a impressió 2001)
- 1985 Wat zit er in het bos? (Zwijsen)
- 1986 Bijna-boeven (Zwijsen)
- 1986 Jessie en King (Zwijsen)
- 1987 Een dief op het dak (Zwijsen)
- 1987 Waar is de jas? (Zwijsen)
- 1987 Niet doen, muis! (Zwijsen)
- 1987 Ik verdwaal nooit! zegt Sammie (Sjaloom)
- 1987 Afspraak in het bos (Zwijsen)
- 1988 Stuurloos tussen de sterren (Zwijsen)
- 1988 Karate op de stortplaats (Zwijsen)
- 1989 De wilde prinses (Zwijsen)
- 1989 Foeksia de miniheks (Oberon / 2a impressió 1995)
- 1989 De e van Els, de ee van Eef (Zwijsen; Infoboek)
- 1989 De verboden zolder (Zwijsen)
- 1989 De v van Von en vuur en... (Zwijsen; Infoboek)
- 1989 In de macht van de wolfheks (Zwijsen)
- 1989 De D van Daan en doos en... (Zwijsen; Infoboek)
- 1989 Schildpad ontvoerd (Zwijsen).
- 1990 Ontsnapt van Duivelseiland (Zwijsen / 2e druk 1999)
- 1990 Baby geroofd (Zwijsen)
- 1990 Vampier in de school (Zwijsen / 7a impressió 1999)
- 1990 De reus van Mikkie (Zwijsen)
- 1991 De Griezelbus 1 (Elzenga / 24è impressió Leopold 2002)
- 1991 Het verhaal van Rik (Zwijsen)
- 1991 Een aap in de doos (Zwijsen)
- 1991 Een muis in de ton (Zwijsen)
- 1991 Kind te koop (Zwijsen)
- 1991 Een kip op de wip (Zwijsen)
- 1991 Roos, vis en ik (Zwijsen)
- 1991 Alleen op een eiland (Lemniscaat)
- 1992 Gezicht in de mist (Elzenga / 7è impressió 1998)
- 1992 Een potje spoken (Zwijsen)
- 1992 Alle salamanders! (Big Balloon / 3è impressió 1998)
- 1992 Vluchten voor de oorlog (Zwijsen)
- 1992 Bang voor vampiers? (Zwijsen)
- 1992 Griezelbeelden (Elzenga / 10a impressió 1997)
- 1993 Griezelhandboek (Elzenga / 9è impressió 1997)
- 1993 De vampiertand (Zwijsen)
- 1993 Weg met die krokodil! (Elzenga / 11è impressió 1999)
- 1993 Maantjelief (Elzenga / 2a impressió 1999).
- 1993 De allesdief (Zwijsen)
- 1994 De vampierclub (Zwijsen / 2a impressió 2000)
- 1994 De griezelbus 2 (Elzenga / 20è impressió 2002)
- 1994 's Nachts is alles anders (Zwijsen)
- 1995 Meester Kikker (Elzenga / 14è impressió 2002)
- 1995 Nooit de buren bijten (Elzenga / 9e druk 2000)
- 1995 De meester is een vampier (Zwijsen)
- 1995 Ik wil zo graag een spook (Zwijsen)
- 1996 Kas en de reus (Zwijsen)
- 1996 De griezelbus 3 (Elzenga / 16è impressió 2008)
- 1996 Een spook in de school (Zwijsen)
- 1997 Lyc-drop (Associació CPNB), el 2002 publicat de nou amb el títol Wolven in de stad
- 1997 Stoel loopt weg (Zwijsen)
- 1997 Dolfje Weerwolfje (Leopold)
- 1997 Vampierhandboek (Elzenga)
- 1998 De griezelbus 4 (Leopold)
- 1998 Gezicht in de mist(De jonge Lijster)
- 1998 De kerstboom spreekt (Elzenga)
- 1999 De griezelbus 0 (Leopold)
- 1999 Volle maan (Leopold)
- 1999 Ik ben net als jij (Zwijsen)
- 1999 Als het licht uit is... (Bruna/Leopold)
- 2000 Pas op voor een pad! (Zwijsen)
- 2000 De grijpgrip (Elzenga)
- 2000 Wat ritselt daar? (Elzenga)
- 2001 Jimi's hit (Elzenga) (El 2007 publicat com a Altijd bijten de buren amb altres dibuixos)
- 2001 Zilvertand (Elzenga)
- 2001 De andere werkelijkheid van Jeroen Bosch (Waanders; Kunsthal Rotterdam)
- 2001 De griezeltoer (Leopold)
- 2001 De papoes (Zwijsen)
- 2001 Wie fluistert daar? (Leopold)
- 2001 Een potje spoken (Zwijsen)
- 2002 Wolven in de stad (Leopold)
- 2002 Foeksia de miniheks (Leopold)
- 2002 De magische attractie-toer (Tijd voor Vrije Tijd)
- 2002 De griezelbus 5 (Leopold)
- 2002 Waar ben ik? (Zwijsen)
- 2003 Geesten, geraamten en ander gespuis (Leopold)
- 2003 Sam Schoffel meester-speurder (Zwijsen)
- 2003 Weerwolvenbos (Leopold)
- 2003 Foeksia's miniheksenstreken (Leopold)
- 2003 Het nachtmerrieneefje (Leopold)
- 2004 Dolfjes dolle vollemaannacht (Leopold)
- 2004 Paniek in de Leeuwenkuil (Leopold)
- 2005 Niet bijten, Dolfje! (Leopold)
- 2005 Foeksia en de toverschaatsen (Leopold)
- 2005 Boze drieling (Leopold)
- 2005 De griezelbus 6
- 2006 Leeuwenroof (Leopold)
- 2007 Weerwolfgeheimen (Leopold)
- 2007 Ontsnapt uit de Dode Hoek (A la demanda del Ministeri de Trànsit i Aigües)
- 2008 Dolfje Sneeuwwolfje(Leopold)
- 2008 Dolfjes dagboek (Zwijsen)
- 2008 Schitterend Schepsel (Zwijsen)
- 2008 Harrie en de heks (Zwijsen)
- 2008 De griezelbus 7 (Leopold)
- 2009 Eerste aflevering van het Tijdschrift Dolfje Weerwolfje (Zwijsen & Leopold)
- 2009 Een weerwolf in de Leeuwenkuil
- 2010 Allemaal Onzin (Leopold)
- 2010 Weerwolvenlogica (Leopold)
- 2010 Weerwolfbende (Leopold)
- 2011 Raveleijn (Leopold)
- 2011 Dolfje Weerwolfje Vakantie-dagboek (Leopold)
- 2011 Het grote boek van kleine vampiers (Leopold)
- 2011 SuperDolfje (Leopold)
- 2012 Noura's dagboek (Leopold)
- 2012 Weerwolf(n)achtbaan (Leopold)
- 2012 De sekte van de cobra (Leopold)
- 2012 Foeksia en de Spiegelheks (Leopold - zelflezen)
- 2012 Avonturen in het heksenbos (Leopold - voorlezen)
- 2013 Lang leve de Leeuwenkuil (Leopold)
- 2013 Weerwolfhooikoorts (Leopold)
- 2014 MeerMonster (Leopold)
- 2015 Meester Kikker (Leopold)
- 2015 Weerwolvensoep (Leopold)